# Islamofobia no Canadá
Islamofobia no Canadá refere-se a um conjunto de discursos, comportamentos e estruturas que expressam sentimentos de ansiedade, medo, hostilidade e rejeição em relação ao Islã ou aos muçulmanos no Canadá.
Particularmente desde os atentados de 11 de setembro de 2001 nos Estados Unidos, diversas pesquisas e enquetes, bem como incidentes relatados, têm consistentemente dado credibilidade à existência de islamofobia no Canadá. O número de crimes de ódio relatados pela polícia direcionados a muçulmanos no Canadá mais do que triplicou entre 2012 e 2015, apesar de o número geral desses crimes ter diminuído no mesmo período, segundo dados do Statistics Canada. O Statistics Canada afirma, entretanto, que “um aumento nos números pode estar relacionado a um maior registro de ocorrências pelo público”.
O número de incidentes islamofóbicos aumentou significativamente em 2015 e 2016; em 2015, as polícias de todo o país registraram 159 crimes de ódio direcionados a muçulmanos, ante 45 em 2012, representando um aumento de 253%.
Em janeiro de 2017, seis muçulmanos foram mortos em um ataque a tiros à mesquita de Quebec City. A islamofobia manifestou-se como vandalismo de mesquitas e agressões físicas a muçulmanos, incluindo violência contra mulheres muçulmanas que usam o hijab ou niqab. A islamofobia foi condenada pelos governos canadense, provincial e municipal.
Em junho de 2021, cinco membros de uma família muçulmana foram vítimas de um ataque doméstico na cidade de London, Ontário. Quatro deles morreram, deixando o quinto, um menino de 9 anos, com ferimentos graves. O ato foi relatado como premeditado e motivado por ódio antimuçulmano.
Os meios de comunicação canadenses tiveram papel misto na cobertura da islamofobia, sendo descritos tanto como perpetuadores quanto como opositores dessa mentalidade para o público canadense. O sistema público de educação do Canadá também tem sido escrutinado como palco de incidentes islamofóbicos e de desenvolvimento de atitudes islamofóbicas entre jovens.

## História
Embora a islamofobia no Canadá já tivesse sido documentada no século XX, ela aumentou rapidamente no século XXI, correspondendo ao aumento de conflitos no Oriente Médio e da imigração muçulmana. A maioria dos casos documentados ocorreu durante conflitos entre os Estados Unidos e elementos do mundo muçulmano. Esses incidentes também aumentam após ataques de terrorismo islâmico na América do Norte ou em outras partes do mundo ocidental. Canadenses de origem do Oriente Médio foram vítimas de islamofobia no contexto dos atentados de 11 de setembro e da subsequente Guerra ao Terror. A islamofobia frequentemente se baseia na ideia de que muçulmanos são irracionais e violentos, e o Islã busca a dominação global. Houve um aumento significativo de crimes de ódio contra muçulmanos em Toronto após os atentados de 11 de setembro. Os tipos de incidentes incluíram ameaças físicas e destruição de propriedade. Em 2014, ocorreram dois incidentes: um ataque com veículo em Saint-Jean-sur-Richelieu e, posteriormente, um tiroteio no Parliament Hill. Este último foi depois atribuído a doença mental; contudo, o então primeiro-ministro Stephen Harper e o líder da oposição Justin Trudeau referiram-se a ele como terrorismo. Além disso, o aumento dramático no número de refugiados sírios em 2016 gerou sentimentos negativos e um aumento em ataques e assédio islamofóbicos.[carece de fontes?] Um aumento de imigrantes da Índia a partir de 2014 também contribuiu para disseminação de sentimentos anti-islâmicos de origem indiana via mensagens móveis, como parte de campanhas de desinformação do Hindutva apoiadas pelo Bharatiya Janata Party.
Em muitos casos, não-muçulmanos e edifícios não muçulmanos são alvo de islamófobos por erro de identidade.
Sharia é explicitamente proibida em Quebec, mantida por um voto unânime contra ela em 2005 pela Assembleia Nacional de Quebec.

## Crimes de ódio
As forças policiais de todo o Canadá relataram que muçulmanos são o segundo grupo religioso mais visado, atrás dos judeus. E enquanto crimes de ódio contra todos os grupos religiosos diminuíram, os crimes de ódio contra muçulmanos aumentaram após 11 de setembro.
Em 2012, foram registrados 45 crimes de ódio considerados “religiosamente motivados” contra muçulmanos; em 2014, esse número mais que dobrou, para 99.
Em 2015, a cidade de Toronto reportou tendência semelhante: crimes de ódio em geral caíram 8,2%, mas crimes de ódio contra muçulmanos aumentaram. A polícia hipotetizou que o aumento poderia estar relacionado aos ataques de Paris de novembro de 2015 ou a insatisfação com refugiados. Entre os alvos em Toronto, muçulmanos ficaram atrás de judeus e da comunidade LGBTQ.
Durante a pandemia de COVID-19, o Canadá viu um aumento repentino em crimes de ódio baseados em raça, religião e orientação sexual. O Statistics Canada relatou um aumento de 72% em crimes de ódio entre 2019 e 2021.

### Agressões
Muitos incidentes islamofóbicos envolveram ataques violentos a muçulmanos, às vezes resultando em ferimentos que exigem hospitalização. Muitos desses incidentes ocorrem contra mulheres muçulmanas que usam hijab ou niqab.
Em 26 de setembro de 2014, seis estudantes muçulmanos da Queen's University foram atacados por quatro homens, um deles armado com um bastão de beisebol, que gritava ofensas raciais. Um dos estudantes sofreu ferimentos leves. A polícia prendeu dois homens em conexão com o ataque e os acusou de agressão.
Em maio de 2016, um estudante iraniano da Western University foi agredido fisicamente e chamado de “árabe”; sofreu concussão. Os agressores também ameaçaram sua namorada. O prefeito de London declarou que o ataque foi “um alerta” e que “a islamofobia não tem lugar no Canadá”.

### Violência contra mulheres muçulmanas
Muitas mulheres muçulmanas foram vítimas de violência, particularmente aquelas que vestem hijab ou niqab.
Em 2011, uma mulher muçulmana usando niqab estava com seus filhos em um shopping de Mississauga quando foi atacada; o agressor gritou insultos e arrancou seu véu. Após apresentação de imagens de segurança, o agressor se declarou culpado de agressão. O incidente foi considerado islamofóbico pela Comissão de Direitos Humanos de Ontário.
Na esteira da Carta de Valores de Quebec de 2013, muitas mulheres muçulmanas usando hijab foram atacadas. Em 17 de setembro, uma jovem de 17 anos foi agredida em St. Catharines: levou um soco no nariz e teve o hijab puxado. Em novembro, uma mulher de hijab em Montreal foi atacada por dois homens; um cuspiu nela e outro tentou arrancar seu véu. Em dezembro, outra mulher de hijab foi atacada quando alguém tentou tirar seu lenço da cabeça.
Em setembro de 2015, uma grávida de hijab foi atacada por adolescentes em Toronto, que tentaram retirar seu lenço, fazendo-a cair. A Assembleia Nacional de Quebec aprovou resolução unânime contra a islamofobia.
Em dezembro de 2020, duas mulheres muçulmanas de hijab foram atacadas por um homem de 41 anos em um estacionamento de shopping em Edmonton. Testemunhas disseram que o agressor começou gritando obscenidades racistas, quebrou um vidro do carro das vítimas e as agrediu fisicamente, mas transeuntes intervieram.

### Ataques a mesquitas
Mesquitas no Canadá têm sido alvo de muitos ataques islamofóbicos, geralmente envolvendo quebra de vidros, arrombamento de portas ou pichações de mensagens de ódio.
Em 31 de dezembro de 2013, ameaça de bomba levou à evacuação de mesquita em North Vancouver pela RCMP. Em 26 de novembro de 2014, ameaça de bomba contra mesquita em Montreal provocou evacuação de 12 prédios até a polícia neutralizar pacote suspeito.
Em 20 de maio de 2014, um homem tentou jogar um coquetel molotov pela janela de mesquita em Montreal, mas foi detido pela polícia, que já monitorava o local após ataques anteriores.
Em 14 de novembro de 2015, um dia após os ataques de Paris, a única mesquita de Peterborough, Ontário, foi incendiada. A polícia classificou o incêndio como crime de ódio.
Em 12 de outubro de 2020, a Polícia de Toronto investigou ameaças violentas contra mesquita local, com mensagens incluindo referência a ataque de Christchurch na Nova Zelândia, em que 51 pessoas foram mortas em duas mesquitas.

### Tiroteio na mesquita de Quebec City
Em janeiro de 2017, um atirador abriu fogo no Centro Cultural Islâmico de Quebec, matando seis e ferindo 19. A mídia relatou que o autor era estudante universitário com tendências políticas de direita e anti-muçulmanas. Muitos atribuíram o ataque ao aumento da retórica islamofóbica no Canadá.

### Assassinato de voluntário na mesquita de Toronto
Em 12 de setembro de 2020, Mohamed-Aslim Zafis, voluntário da International Muslim Organization, foi esfaqueado no pescoço enquanto aguardava do lado de fora da mesquita. A Polícia de Toronto prendeu e acusou Guilherme "William" Von Neutegem, de 34 anos, de assassinato em primeiro grau. Von Neutegem havia compartilhado conteúdo de grupo satanista neonazista em redes sociais, segundo monitor de extremismo online, o que reforçou apelos para que o caso fosse tratado como crime de ódio. Organizações de direitos humanos (lideradas pelo Conselho Nacional de Muçulmanos Canadenses) enviaram carta aberta ao primeiro-ministro Justin Trudeau pedindo plano nacional de combate a grupos supremacistas brancos e neo-nazistas que ameaçam comunidades diversas.

### Assassinato da família Afzaal em London, Ontário
Em 6 de junho de 2021, a família Afzaal — Salman (46), sua mãe Talat (74), sua esposa Madiha (44), filha Yumna (15) e filho Fayez (9) — foi atropelada por uma caminhonete enquanto caminhava. Toda a família morreu, exceto Fayez, que sobreviveu com ferimentos sérios, mas não fatais. O chefe de polícia de London, Steve Williams, afirmou que o ataque foi intencional e motivado por sua fé islâmica.

## Controvérsia sobre proibição de cobertura facial
Em 2015, pesquisas mostraram amplo apoio à proibição de cobertura facial durante cerimônia de cidadania. Estudo da Léger Marketing apontou que 82% dos canadenses apoiavam, com apenas 15% contrários. O apoio foi especialmente forte em Quebec, onde 93% eram a favor.
Em 2017, o prefeito de Quebec City, Régis Labeaume, declarou apoio a lei que proíbe niqab e burca em espaços públicos. Pesquisa de 2017 indicou que 54% dos canadenses apoiavam banimento da burca.

### Projeto de lei 94 (Quebec)
Em 2010, o governo de Jean Charest apresentou o Projeto de Lei 94, que exigia que pessoas descobrissem o rosto para identificação antes de receber serviços governamentais. Pesquisa Angus Reid de 2010 mostrou 95% de apoio entre quebequenses. O projeto não foi aprovado devido à derrota dos liberais em 2012.

### Carta de Valores de Quebec (Quebec)
Em 2013, o governo do Parti Québécois de Pauline Marois propôs a Carta de Valores de Quebec, que teria banido servidores públicos de usar quaisquer símbolos religiosos “ostensivos”, incluindo turbantes, kipás e hijabs. A carta foi amplamente condenada por visar mulheres muçulmanas e não entrou em vigor.

### Projeto de lei 62 (Quebec)
Em 18 de outubro de 2017, a Assembleia Nacional de Quebec aprovou o Projeto de Lei 62 ([[:fr:Loi 62 (Québec)|fr]]). A lei entrou em vigor em 1º de julho de 2018. Segundo o Associated Press, a lei “proíbe o uso de véus faciais por pessoas que dão ou recebem um serviço do Estado” e “oferece um quadro para concessão de pedidos de acomodação baseados em crenças religiosas”. Na prática, proíbe mulheres muçulmanas de usar véu facial para receber ou prestar serviços públicos, incluindo transporte público. A lei também impede servidores públicos, como médicos e professores, de cobrir o rosto durante o trabalho. A votação foi 65–51, com todos os votos favoráveis vindos do Partido Liberal de Quebec. O Parti Québécois e a Coalition Avenir Québec se opuseram, argumentando que a lei não restringia o suficiente símbolos conspícuos de todas as religiões no espaço público. A ministra da Justiça Stéphanie Vallée patrocinou o texto, alegando que promoveria coesão social. O premier Philippe Couillard afirmou: “Estamos em uma sociedade livre e democrática. Você fala comigo, eu devo ver seu rosto, e você deve ver o meu. É simples assim.”
Defensores dizem que a lei assegura neutralidade do Estado, mas críticos a veem como direcionada injustamente a mulheres muçulmanas que vestem niqab ou burca. O uso de véus faciais no Canadá é raro, com cerca de 3% das muçulmanas usando algum tipo de véu facial nacionalmente. Shaheen Ashraf, membro do Conselho Canadense de Mulheres Muçulmanas, afirmou que muçulmanas “estão se sentindo alvo” e que a mensagem é “fiquem em casa porque escolheram cobrir o rosto e não podem usar transporte público ou receber serviços”. Ihsaan Gardee, diretor executivo do NCCM, classificou a legislação como “injustificada violação das liberdades religiosas”. O NCCM também alegou que a lei viola a Carta de Direitos e Liberdades e pretende contestá-la judicialmente. Fo Niemi, do Center for Research-Action on Race Relations, afirmou que a lei pode ser contestada na Nações Unidas por violar direitos da Convenção sobre a Eliminação de Todas as Formas de Discriminação contra a Mulher. Jagmeet Singh, líder do NDP, declarou-se “completamente oposto” ao projeto. O prefeito de Montreal, Denis Coderre, acusou o governo provincial de ultrapassar sua jurisdição, e o advogado Julius Grey chamou a lei de “terrível”. Quando questionado, o primeiro-ministro Justin Trudeau afirmou: “Não acho papel do governo dizer a uma mulher o que ela deve ou não vestir.”
Pesquisa Ipsos de 27 de outubro indicou que 76% dos quebequenses apoiavam o PL 62, com 24% contrários. A mesma pesquisa apontou que 68% dos canadenses em geral apoiavam lei similar em suas províncias. Pesquisa Angus Reid Institute de 27 de outubro mostrou que 70% dos canadenses fora de Quebec apoiavam legislação semelhante, com 30% contra.
Contudo, um juiz suspendeu a aplicação da proibição antes de sua vigência, citando danos irreparáveis a mulheres muçulmanas. Em junho de 2018, pela segunda vez desde dezembro de 2017, um juiz de Quebec suspendeu essa seção da lei, desafiada no tribunal pelo NCCM e pela Canadian Civil Liberties Association, julgando que violava liberdades garantidas pelas cartas de direitos de Quebec e do Canadá.

### Projeto de lei 21 (Quebec)
O PL 21, aprovado pela Assembleia Nacional de Quebec em 2019, afirma que Quebec é um Estado laico e proíbe o uso de símbolos religiosos por certos servidores públicos em posições de autoridade.

## Discriminação na saúde
Em dezembro de 2021, um médico de Montreal enviou carta ao Canadian Medical Association Journal condenando o uso de hijab como “instrumento de opressão”, publicada na revista. A carta foi retratada e o editor-chefe do CMAJ emitiu pedido de desculpas oficial.
Estudo conjunto da McMaster University e do Muslim Advisory Council of Canada apontou “lacunas óbvias” em pesquisa sobre islamofobia em ambientes de saúde canadenses. Estudo americano citado indicou que mais de metade dos pacientes muçulmanos relatou ter sido “ignorado, excluído ou desconsiderado em ambientes de saúde”, muitas vezes enfrentando atendimento de qualidade inferior ou falta de sensibilidade cultural. Tabassum Wyne, do Muslim Advisory Council of Canada, comentou sobre vulnerabilidade de mulheres e meninas muçulmanas em saúde, alertando para “efeitos ameaçadores a longo prazo se não houver soluções em larga escala”.

## Percepções públicas
Especialmente desde 11 de setembro, há crescente atenção à diversidade religiosa por pesquisadores, tornando o tema um campo em desenvolvimento.

### Sobre muçulmanos
Pesquisa de 2007 em 23 países ocidentais mostrou que canadenses tinham a atitude mais tolerante em relação a muçulmanos: apenas 6,5% não gostariam de morar ao lado de um muçulmano, comparado a 11% dos americanos.
Pesquisa FORUM de 2016 indicou que 28% dos canadenses discordavam de muçulmanos, contra 16% que discordavam de povos indígenas. Muçulmanos eram principalmente rejeitados em Quebec e por conservadores. Pesquisa Angus Reid de 2015 mostrou que 44% dos canadenses não gostavam de muçulmanos, contra 35% de sikhs. A rejeição era maior em Quebec.
Sentimento anti-muçulmano no Canadá aumenta: Angus Reid identificou alta entre 2009–2013. Fundação Canadense de Relações Raciais documentou piora de opinião pública entre 2012–2016. Associação de Estudos Canadenses sugere “deslocamento de sentimento negativo” para muçulmanos, à medida que opinião sobre asiáticos melhorou.
Em julho de 2016, pesquisa MARU/VCR&C mostrou que apenas um terço dos ontarianos tinha impressão positiva do Islã, e mais da metade acreditava que ensinamentos islâmicos promovem violência. Três quartos disseram que imigrantes muçulmanos têm valores fundamentalmente diferentes. A pesquisa foi conduzida após chegada de quase 12 000 refugiados sírios a Ontario em 2016, e mostrou maior oposição a refugiados entre quem tinha visão negativa do Islã.

#### Quebec
Dados sugerem islamofobia especialmente prevalente em Quebec. Pesquisa Angus Reid de 2009 apontou que 68% dos quebequenses tinham visão desfavorável do Islã, subindo para 69% em 2013. No resto do Canadá, aumento foi de 46% para 54%.
Pesquisa de 2015 em Quebec mostrou que 49% se incomodariam em ser atendidos por alguém usando lenço de cabeça (hijab), contra 31% incomodados com turbante, 25% com kipá e 6% com crucifixo.

### Sobre discriminação contra muçulmanos
A Pesquisa de Diversidade Étnica de 2003 do Statistics Canada encontrou que apenas 0,54% dos muçulmanos relataram ter sido vítimas de crime de ódio com base religiosa entre 1998–2003. Pesquisa de 2016 mostrou que 35% dos muçulmanos no Canadá relataram experiências de discriminação.
Em 2006, pesquisa Environics indicou que 34% dos canadenses acreditavam que muçulmanos “frequentemente” sofrem discriminação; esse número subiu para 44% em 2010. Muçulmanos e povos indígenas foram vistos como os dois grupos mais propensos à discriminação. Poll Ipsos de 2011 relatou que 60% dos canadenses sentiram aumento de discriminação contra muçulmanos após 11 de setembro.
Em 2011, Ipsos Reid perguntou se muçulmanos deveriam receber mesmo tratamento que outros canadenses: 81% disseram que sim, 15% que deveriam ser tratados de forma diferente. Alberta (31%) e Quebec (21%) tiveram as maiores taxas de “tratamento diferente”.

## Papel da mídia
A mídia canadense foi criticada por perpetuar islamofobia, tanto de forma geral quanto em coberturas específicas. O professor de jornalismo Karim H. Karim afirma que, no pós-11 de setembro, um “perigo islâmico” substituiu a “ameaça soviética” no Canadá. Após comparar cobertura midiática de minorias religiosas, Mahmoud Eid conclui que a mídia aplica enquadramentos de deumanização, extremismo, fanaticismo, desigualdade e islamofobia a muçulmanos. Estereótipos de muçulmanos, árabes e povos do Oriente Médio incluem: terroristas, selvagens e “quinta coluna”. Esses mitos alimentam suspeita geral e motivam crimes de ódio.
Barbara Perry argumenta, porém, que a mídia canadense é mais equilibrada que a do Reino Unido, EUA e Austrália, citando o caso do “Toronto 18” em 2006, quando veículos como o Toronto Star reconheceram que os suspeitos estavam à margem da comunidade muçulmana e deram espaço a líderes muçulmanos para apresentar um lado pacífico do Islã.
Denise Helly, do Institut national de la recherche scientifique, observa que a mídia frequentemente dá impressão equivocada de que “muçulmanos exigem práticas especiais”, ao cobrir amplamente incidentes triviais, como debate sobre comprimento de saia no aeroporto Pearson ou uso de hijab por time de futebol em Edmonton.
O publisher do Toronto Star, John Cruickshank, afirmou que “um grande segmento da mídia canadense tem divulgado ‘racismo e intolerância’ contra muçulmanos canadenses”.
A extinta CIC começou a monitorar cobertura de sentimento islamofóbico na mídia canadense em 1998. A CIC se opôs a termos como “muçulmanos militantes” e “insurgência islâmica”, argumentando que nenhuma religião endossa militância.
Jonathan Kay, do National Post, defendeu que campanhas islamofóbicas em eleições de Stephen Harper e Pauline Marois foram derrotadas nas urnas graças ao papel da mídia em denunciar tais mensagens.
A sitcom da Canadian Broadcasting Corporation Little Mosque on the Prairie, exibida de 2007 a 2012, foi elogiada por “abrir espaço público para muçulmanos canadenses expressarem tradições, cultura e religião em horário nobre”. Contudo, críticos afirmam que a série reafirma valores hegemônicos sobre muçulmanos.

### Veículos específicos
Em 1998, o CIC apontou o jornal National Post como veículo islamofóbico consistente no Canadá. Estudo de 2006 na University of Alberta mostrou que 42% dos artigos eleitorais do National Post associaram Islã e muçulmanos a terrorismo, contra 9% no The Globe and Mail e 14% no Toronto Star. Jonathan Kay defende que a mídia se interessa por terrorismo porque esse é o interesse de seu público.
Em 2016, o ex-colunista do Toronto Star Haroon Siddiqui acusou o National Post e o grupo Postmedia de perpetuar islamofobia.
Em 2007, o CIC apresentou queixas contra a revista Maclean's Magazine ao Canadian Human Rights Commission, à Comissão de Direitos Humanos de Ontário e ao British Columbia Human Rights Tribunal por 18 artigos islamofóbicos entre 2005–2007, incluindo “The Future of Islam” de Mark Steyn. A CHRC rejeitou a queixa do CIC. O BCHRT concluiu que o artigo, embora impreciso, não violava leis antirracismo. O OHRC considerou os artigos xenófobos e islamofóbicos, mas sem jurisdição para julgar. (Ver também: Queixas de direitos humanos contra a revista Maclean’s)
O CIC elogiou o Toronto Star e a La Presse por cobertura simpática e sofisticada sobre Islã. Pesquisa de 2005 com 120 muçulmanos canadenses mostrou 66% de confiança no Toronto Star, contra 12% no The Globe and Mail e 4% no National Post.

## Papel da educação

### Escolas públicas
O papel da educação pública em combater ou perpetuar a islamofobia tem sido estudado. Há diversos incidentes em escolas públicas descritos como islamofóbicos. Uma praticante antirracista e de equidade de gênero em conselho escolar canadense classificou interações baseadas em estereótipos “reminescentes da era colonial europeia”. Pesquisas indicam que baixas expectativas de professores em relação a estudantes racializados podem levar a avaliações tendenciosas, agravadas por atitudes islamofóbicas. Uma estudante relatou que no ensino médio era tratada como se educação não fosse valorizada para mulheres muçulmanas, de modo que suas aspirações não eram levadas a sério pelos conselheiros. Meninas muçulmanas de hijab no fundamental relataram perguntas como “Você teve lesão na cabeça?” ou “Você é careca?” por professores.
Em agosto de 2016, o Conselho Nacional de Muçulmanos Canadenses publicou, em parceria com organizações muçulmanas e com a Canadian Human Rights Commission, guia para educadores combaterem islamofobia em sala de aula. O guia foi inspirado por caso de professor demitido em 2015 por tweets racistas e islamofóbicos. Em dezembro de 2016, o York Region District School Board elegeu nova presidência após queixa do NCCM sobre posts no Facebook do diretor de escola.
Em janeiro de 2021, para lembrar o 4º aniversário do Tiroteio na Mesquita de Quebec, a Inspirit Foundation e o Noor Culture Centre lançaram a série “Islamophobia-is” com guia para professores do 6º ao 12º ano.
Em 2023, estudante muçulmano foi repreendido por não participar de atividades do orgulho LGBT+ e ouvido dizer “você não pertence aqui”.
Em abril de 2023, o ministro da Educação de Quebec, Bernard Drainville, anunciou planos para proibir orações em todas as escolas públicas provinciais.

### Universidades
Atitudes e incidentes islamofóbicos também foram relatados em universidades canadenses. Em agosto de 2015, relatório na Convergence, jornal comunitário de pesquisa de graduação, entrevistou muçulmanos da McGill e da Concordia. 36,6% afirmaram que podem ter sido discriminados por religião; 12,2% tinham certeza de discriminação. Em 2013, professor da McGill foi considerado culpado por ameaças de morte e ofensas religiosas, culturais e pessoais a estudante muçulmana. Em dezembro de 2016, o vice-presidente do St. Michael's College Student Union da Universidade de Toronto renunciou após vídeo de conduta islamofóbica em evento do SMCSU ser amplamente compartilhado.

## Papel de políticos
Em 2005, o então premier de Ontário, Dalton McGuinty, rejeitou uso da sharia em divórcios islâmicos. Tribunais religiosos católicos e judaicos, porém, podem arbitrar questões familiares de forma voluntária desde 1991.
Em 2015, o primeiro-ministro Stephen Harper disse que “não importa a idade, ou se estão no porão ou em uma mesquita”. O NCCM classificou como islamofóbicas, alertando para risco de ataques a mesquitas; Harper depois reconheceu esforços muçulmanos no combate ao terrorismo. O líder da oposição chamou a fala de islamofóbica, lembrando que mesquitas colaboram com agências de segurança. Em resposta, Harper divulgou declaração reconhecendo a contribuição da comunidade muçulmana no combate ao terrorismo.
“Para ficar claro, não há lugar para islamofobia no Canadá,” disse o primeiro-ministro Justin Trudeau em reunião virtual com representantes muçulmanos.
Segundo o Ministro da Diversidade e Inclusão e Juventude, “estou unido aos muçulmanos canadenses — e a todos os canadenses — em condenar o ódio que alimenta a islamofobia. Vamos permanecer vigilantes e fortes contra o medo e a intolerância para construir uma sociedade onde todos possam viver e adorar em paz e segurança.”

### Quebec
Em 2007, a cidade de Hérouxville adotou “código de conduta para imigrantes”, mesmo sem imigrantes, advertindo contra apedrejamento de mulheres e ressaltando importância de árvores de Natal. O autor do código, André Drouin, depois pediu fechamento temporário de todas as mesquitas no Canadá.
Em 2013, o Parti Québécois propôs a Carta de Valores de Quebec, banindo símbolos religiosos no trabalho. A proposta foi seguida por ataques a muçulmanas de hijab e acusada de oportunismo político.
Em agosto de 2016, a MNA Nathalie Roy declarou-se contra burkini e hijab, chamando-os de acessórios do “islamismo radical”.

## Implicações para muçulmanos canadenses
As implicações do PL 62 afetaram Quebec e questionaram a imagem do Canadá como “mosaico multicultural”. Uma cidadã afirmou: “Assim como toda mulher tem direito de revelar-se, a mulher ao lado tem o direito de ocultar-se… Se o governo vai impactar nossos direitos básicos, não quero fazer parte disso.”
O PL 62 traz implicações para mulheres muçulmanas em educação, transporte e saúde. Muitas declararam que a lei não apenas oprime sua educação, mas as faz considerar outras instituições. Estima-se que 68% dos canadenses apoiem proibição em suas províncias, deixando muçulmanas sentindo-se restritas no acesso a ensino superior.

## Respostas
Muitos canadenses protestaram contra islamofobia após incidentes.
Em 21 de novembro de 2015, centenas de pessoas se reuniram em Toronto contra islamofobia.
Em 2016, linha direta contra islamofobia foi criada pela British Columbia Civil Liberties Association e outros oito grupos, oferecendo assistência jurídica gratuita a vítimas.

### Governo

#### Federal
Em 26 de outubro de 2016, o Parlamento do Canadá aprovou moção para condenar “todas as formas de islamofobia”. Quando proposta em 6 de outubro, foi rejeitada por conservadores, causando decepção entre muçulmanos. Em 26 de outubro, no entanto, foi aprovada unânime.
A deputada Iqra Khalid propôs a Moção 103 em dezembro de 2016 para “condenar islamofobia e todas as formas de racismo sistêmico e discriminação religiosa”. Foi aprovada por 201–91 em 23 de março de 2017, com apoio de liberais, NDP e verdes, mas rejeição de conservadores.
Em 11 de novembro de 2017, tribunais contestaram o PL 62 por violar direitos das mulheres, questionando sua constitucionalidade frente à Carta de Direitos e Liberdades. O governo de Quebec defende a lei como proteção a todos os cidadãos, enquanto grupos a consideram inconstitucional e discriminatória.
O primeiro-ministro Justin Trudeau afirmou que o governo avalia opções, incluindo possível intervenção federal ou apoio a grupos jurídicos, e reafirmou que “não é papel do governo ditar o que uma mulher deve vestir”, prometendo defender a Carta de Direitos e Liberdades. Ele observou que 12 países além do Canadá adotaram proibição total ou parcial de véus faciais.
Em 28 de janeiro de 2021, o governo do Canadá anunciou intenção de estabelecer 29 de janeiro como Dia Nacional de Lembrança do Ataque à Mesquita de Quebec e Ação Contra a Islamofobia.

#### Provincial
Em 1º de outubro de 2015, a Assembleia Nacional de Quebec aprovou por unanimidade moção condenando islamofobia e incitação ao ódio e violência contra muçulmanos e refugiados sírios.
Em 23 de fevereiro de 2017, a Assembleia Legislativa de Ontário aprovou por unanimidade moção condenando todas as formas de islamofobia, ódio, hostilidade, preconceito, racismo e intolerância.
Em 16 de maio de 2017, a ministra da Justiça de Quebec, Stéphanie Vallée, apoiou o projeto afirmando que “é sobre a forma como os serviços públicos são prestados entre indivíduos”, comentário que gerou críticas por suposta dimensão de neutralidade religiosa.

#### Municipal
Em julho de 2016, seis cidades canadenses – Toronto, Montreal, Vancouver, Calgary, Windsor e London – assinaram a “Carta de Comunidades Inclusivas”, manifesto contra a islamofobia.

### Críticas
O Council for Muslims Facing Tomorrow (MFT), organização muçulmana reformista, descreveu islamofobia como “frase forjada” usada por certos muçulmanos para apelar à vitimização e calar debates.
A autora e defensora do liberalismo no Islã, Irshad Manji, afirmou que rotular rapidamente céticos como islamófobos envia mensagem a islamófobos reais de que muçulmanos têm algo a esconder, perpetuando a islamofobia.